# Agelastes
Az Agelastes a madarak osztályának tyúkalakúak (Galliformes) rendjébe és a gyöngytyúkfélék (Numididae) családjába tartozó nem.

## Rendszerezésük
A nemet Charles Lucien Jules Laurent Bonaparte francia ornitológus 1850-ben, az alábbi 2 faj tartozik ide:
- fehérmellű gyöngytyúk (Agelastes meleagrides)
- fekete gyöngytyúk (Agelastes niger)

## Előfordulásuk
Afrika területén honos. Természetes élőhelyei a szubtrópusi és trópusi száraz erdők és síkvidéki esőerdők, valamint másodlagos erdők. Állandó, nem vonuló fajok.

## Megjelenésük
Testhosszuk 43-45 centiméter körüli.